# FGC-9
FGC-9は、2020年初頭に初公開された3Dプリンターで製造可能な9x19mmパラベラム弾使用の自動小銃である。「JStark1809」という名のヨーロッパの非公式な銃器デザイナーが3Dプリンター銃の開発を行うグループ「Deterrence Dispensed」の協力を得て設計した。
この銃器の製造用ファイルはインターネット上で広く公開されており、ダウンロードが可能である。ユーザーがすでに3Dプリンターを所有していると仮定した場合の総製造コストは、400米ドル以下である。現在は改良版の「MkII」が公開されている。

## 概要
JStark1809は、銃規制の厳しい国でも製造できるように、規制対象となる可能性のある（欧州連合の法律で定められた）銃器部品を一つも必要としないことを自らに課して、この銃器を製作。この武器は3Dプリンターで作られた部品と、製造が容易な金属製の圧力軸受部品、そしてすぐに入手できるバネ、ネジ、ナット、ボルトを組み合わせて作られている。
同じ3Dプリンター銃の「Shuty AP-9」ピストルをベースにしているが、規制された市販の銃部品を必要とするAP-9に対し、FGC-9は用意された部品だけで発砲可能な銃として機能するようになっており、銃身は塩水を使った電解加工でポリゴナルタイプのライフリングを切削し、グロック17仕様のマガジンも3Dプリンターで作成できる。また、ピカティニー・レールが採用されており、ダットサイトなど市販の銃器パーツを取り付けられる。
FGC-9の特徴は、発売時に同梱されていた説明書によって、誰でも簡単に組み立てられるようになっていることで、この説明書は初版以来、数カ国語に翻訳されている。

## 名称
FGC-9という名称の"FGC"は"Fuck Gun Control(銃規制なんてクソくらえ)"、"9"は9mmカートリッジを使用することにちなんでいる

## 歴史
FGC-9は元々、2018年から2020年の間に、ヨーロッパのガンデザイナーであるJStark1809が、3Dプリンター銃の開発を行うグループである「Deterrence Dispensed」からの協力を受け、設計・製造したもので、2020年3月27日にDeterrence DispensedとJStark1809によって発売された。中心となる機械的なデザイン要素は、Derwoodが作成した3Dプリンター銃のShuty AP-9 pistolをベースにしており、FGC-9では多数の機械、エルゴノミクス、設計的な変更と改良が加えられている。
Shuty AP-9 pistolを完成させるためには、工場で製造された部品や、銃身専用に加工された部品が必要となる。このことは、そのような部品を規制している地域や、機械加工工場にアクセスできない地域での課題となっていたが、FGC-9ではそれが改善された。

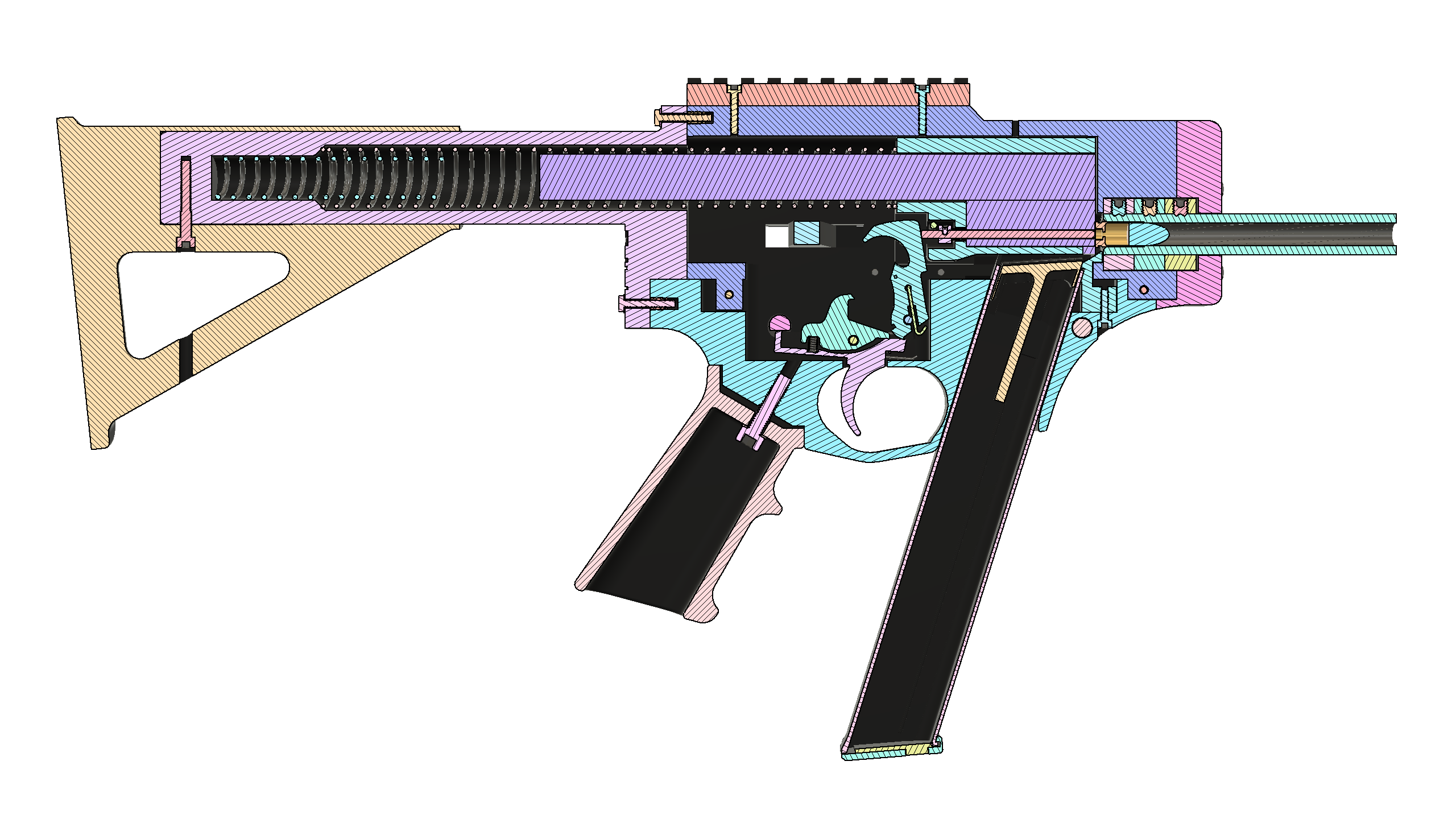
FGC-9の断面図

FGC-9は、工場で作られた銃の部品や、作成者の加工技術などに依存する必要がない。FGC-9はヨーロッパを意識して設計されており、ファスナーや組み立て材料はメートル法を採用し、すべてホームセンターなどで購入できる。マガジンは3Dプリンターで作成でき、規制された市販の銃部品を必要とせずに設計全体が機能する。FGC-9の銃身は、複数の方法で完成させることができるが、その中でも特に採用しやすいのが電解加工である。この電解加工は、デザイナーのJeffrodが開発し、Ivan The Trollが改良したものである。

### MkII
2020年10月23日にEn Bloc Pressが発表したMkIIは、デザインを大幅に刷新したもので、デザイナーのJStark1809、3socksandcrocs、Ivan the Trollの協力を得てMkIIを製作され、2021年4月16日にOdyseeでユーザーの The Gatalogによってリリースされた。MkIIでは、H&K MP5のようなチャージングハンドル、バレルを作るための改良された電気化学的な加工工程、そしていくつかのエルゴノミクス的な改良などが行われている。このリリースは、FGC-9 MkIIのリリースに向けてIvan The Trollが作成した改良型バレルECMv2.0やMenendez Mag v2.0など、複数の小規模なリリースの最終パッケージだった。

## 製作

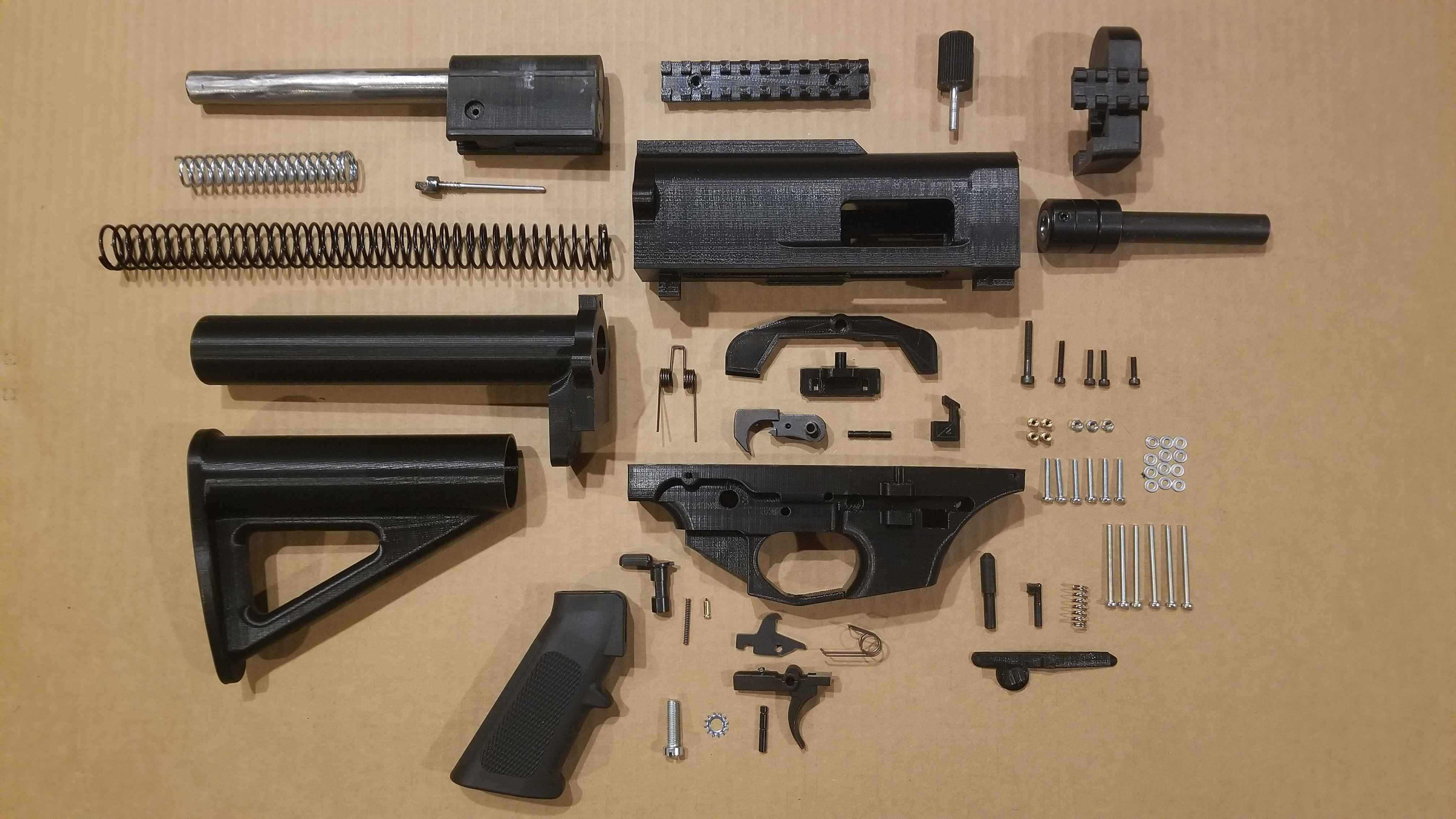
FGC-9の未組立部品

FGC-9の製作には、3Dプリンターが必須で、多くのビルダーは、3DプリンターのCreality Ender 3を推奨している。FGC-9のアッパーレシーバーとロアーレシーバー、ピストルグリップとストックは完全に3Dプリントされている。また、グロックのマガジンをベースにしたマガジンの構造もプリントすることが可能である。MkIの場合、射撃のコントロールにはAR-15または改造されたエアソフトガンのトリガーシステムが必要である。バレルは電解加工で多角形のライフリングを施すことができ、金属製のチューブと少量の工具が必要である。この銃を機能させるためには、様々な小さなバネ、ナット、ネジが必要で、デザイナーのIvanTheTrollは、プリンター（約200$）と電解加工機（約100$）を含め、FGC-9を完成させるためのコストを500ドル、JStark1809は、製作に1.5～2週間かかるとしている:12:34。

## 入手
この銃の3Dプリントファイルは、JStark1809がDEFCAD上でオープンソースとして公開し、その後Deterrence Dispensedが様々なホスティングプラットフォーム上で公開した。公開後、ファイル共有サイトや銃器サイトなどで広く拡散されている。FGC-9は制限されておらず、Liberatorなどの他の3Dプリント銃器とは異なり、政府機関から特に異議を唱えられてはいないが、ほとんどの国の銃器規制制度は、FGC-9を含んだ3Dプリント銃器にも適用されている。

## 採用国
- ミャンマー - 2021年ミャンマークーデター抗議デモ以降に反政府軍が使用。